# Cricket internazionale nel 1890
La stagione internazionale di cricket del 1890 si è disputata dal aprile 1890 a settembre 1890. La stagione ha succeduto quella del 1888-1889 e preceduto quella del 1891-1892.

## Sommario
| Tour internazionali | Tour internazionali | Tour internazionali | Tour internazionali | Tour internazionali | Tour internazionali | Tour internazionali |
| Data                | Squadra di casa     | Squadra ospite      | Risultato [Partite] | Risultato [Partite] | Risultato [Partite] | Risultato [Partite] |
| Data                | Squadra di casa     | Squadra ospite      | Test                | ODI                 | FC                  | LA                  |
| ------------------- | ------------------- | ------------------- | ------------------- | ------------------- | ------------------- | ------------------- |
| 21 luglio 1890      | Inghilterra         | Australia           | 2–0 [3]             | —                   | —                   | —                   |

### Australis in Inghilterra
| Test 33      | 21–23 luglio | W. G. Grace | Billy Murdoch | Lord's Cricket Ground, Londra           | Inghilterra di 7 wickets |
| Test 34      | 11–12 agosto | W. G. Grace | Billy Murdoch | Kennington Oval, Londra                 | Inghilterra di 2 wickets |
| Test 000034a | 25–27 agosto | W. G. Grace | Billy Murdoch | Old Trafford Cricket Ground, Manchester | Match abbandonato        |